# Joe-Max Moore
Joe-Max Moore (Tulsa, 23 febbraio 1971) è un ex calciatore statunitense.

## Carriera

### Club

#### I primi anni
Moore, nato a Tulsa, in Oklahoma, è il figlio del petroliere Carl Moore, co-proprietario dei Tulsa Roughnecks, squadra che prendeva parte alla North American Soccer League. Joe-Max si trasferisce nella cittadina di Irvine, in California a 14 anni, si avvicina al mondo del calcio giocandoci alla Mission Viejo High School. Dopo la scuola superiore, decide di giocare a calcio all'università UCLA. Durante questo periodo, incontra i futuri nazionali statunitensi Brad Friedel, Chris Henderson e Cobi Jones.
Nel 1989, fu convocato nella Stati Uniti under 20 per partecipare al campionato del mondo Under-20 1989. Nel 1991 segna il gol decisivo per la vittoria contro il Messico ai Giochi panamericani. Nel 1992 fu scelto per la squadra che avrebbe partecipato alle Olimpiadi di Barcellona 1992, fallendo però il passaggio ai quarti di finale.

#### Gli Anni in Germania
Nel luglio del 1994 Moore viene mandato in prestito al  Saarbrücken. il Saarbrücken successivamente lo acquista per 250,000 dollari. Dopo una stagione con 13 gol in 25 partite, Moore passa al Norimberga.

#### New England Revolution
Nel 1996, la Major League Soccer (MLS) stava raccogliendo giocatori e squadre per la sua stagione inaugurale. Per garantire un'uguale possibilità di competizione, i giocatori furono distribuiti più omogeneamente possibile. L'italiano Giuseppe Galderisi fu scelto per i New England Revolution, ma a causa di performance poco convincenti i Revs ingaggiarono Moore il 24 luglio 1996.
Nel 1999 fu incluso nell'All-Star Team della MLS di quell'anno.

#### Emelec ed Everton
Nel periodo tra novembre e dicembre 1997, Moore fu mandato in prestito alla squadra ecuadoriana dell'Emelec, dove fu raggiunto anche dall'estroso Alexi Lalas.
Nel novembre 1999 l'Everton si assicura Moore, che segna 5 gol in 5 partite. La sua forma però inizia a calare e il 12 dicembre 2002, in seguito ad un infortunio subito durante la partita Stati Uniti - Portogallo del campionato del mondo 2002, la società inglese e il giocatore si mettono d'accordo per la rescissione consensuale del contratto.

#### Ritorno ai New England Revolution
Nel 2003, alla sua prima stagione al ritorno dall'Europa, Moore segna  4 goal in 16 partite, e nel 2004, solo 3 partite senza gol e un grave infortunio ai legamenti del ginocchio. Meditando di tornare nel 2005, durante il ritiro pre-stagione di quell'anno si infortuna nuovamente e il 27 gennaio 2005 annuncia il suo ritiro, dopo aver subito un intervento di ricostruzione al legamento.

### Nazionale
La prima apparizione di Moore con la maglia della nazionale di calcio statunitense avviene il 3 settembre 1992 contro il Canada. Ha partecipato a Stati Uniti 1994, Francia 1998 e Corea del Sud-Giappone 2002 e divenne il sesto giocatore nella storia della nazionale a raggiungere le 100 partite con la maglia della nazionale, nella partita contro la Polonia.
I suoi 24 gol segnati per la nazionale lo rendono uno dei giocatori più prolifici nella storia della selezione a stelle e strisce.

## Dopo il ritiro
Moore ha partecipato al match di beneficenza tra Hollywood United FC e LA Galaxy il 4 novembre 2007. L'evento ha raccolto 100,000 dollari per la Croce Rossa degli Stati Uniti d'America e per l'Esercito della Salvezza in favore delle vittime degli incendi nel sud della California. Tra gli altri partecipanti vi erano gli attori Anthony LaPaglia, Jimmy Jean-Louis, Costas Mandylor; i musicisti Steve Jones e Vivian Campbell e gli ex-calciatori Frank Lebœuf, Richard Gough, e Eric Wynalda. Alexi Lalas e Mauricio Cienfuegos hanno giocato per i Los Angeles Galaxy insieme a David Beckham.